# Rittenweier

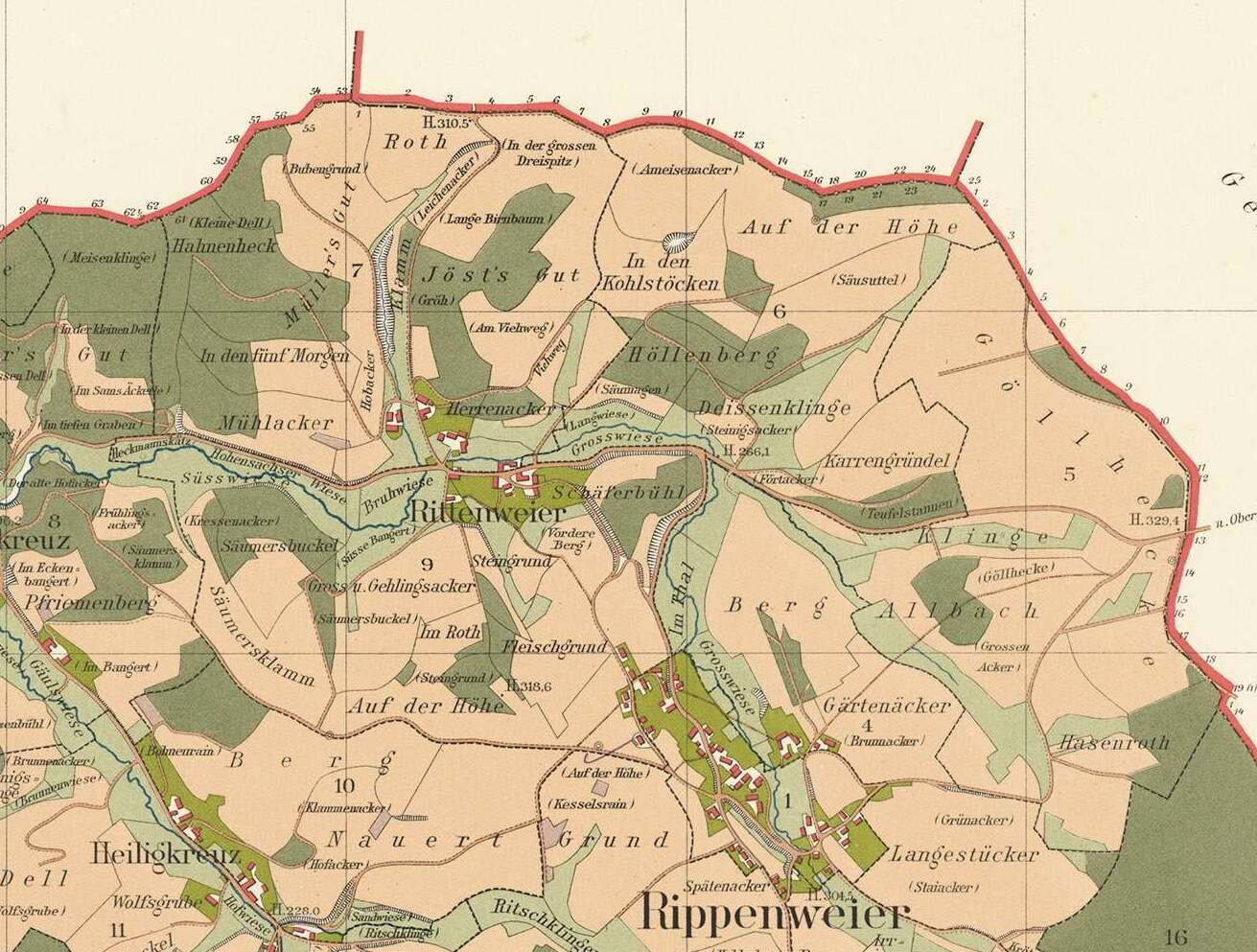
Rittenweier auf einer Karte von 1885

Rittenweier ist eine Ortschaft im Nordwesten von Baden-Württemberg. Es bildet heute einen Teil der Stadt Weinheim im Rhein-Neckar-Kreis.

## Geographie
Rittenweier liegt im südwestlichen Teil des Odenwaldes, nur wenig östlich der Oberrheinischen Tiefebene im Tal des Apfelbachs. Die Umgebung ist hügelig und landwirtschaftlich geprägt. Weitere Ortschaften in der Nähe sind Oberflockenbach im Osten, Rippenweier im Südosten und Heiligkreuz im Südwesten.

## Geschichte
Rittenweier bildet historisch einen bäuerlichen Weiler. Urkundlich erstmals erwähnt wurde es 1408 als Redenwilre, der Name könnte sich auf eine Rodung beziehen. In jüngerer Zeit vergrößerte sich der Ort an einem Hang im Süden.

## Verwaltungszugehörigkeit
Rittenweier zählte zur Schriesheimer Zent, die dem Oberamt Heidelberg in der Kurpfalz unterstand. Mit deren Auflösung 1803 fiel es an Baden.
In Baden kam Rittenweier zunächst zum Amt Unterheidelberg, 1813 zum Landamt Heidelberg, 1826 zum Bezirksamt Heidelberg und 1829 zum Bezirksamt Weinheim. Da dieses 1936 aufgelöst wurde, wechselte der Ort zum Bezirksamt Mannheim. Aus diesem ging 1939 der gleichnamige Landkreis hervor.

## Gemeinde
Rittenweier hatte keine eigenständige Gemeinde gebildet, sondern war stets ein Ortsteil von Rippenweier gewesen. Mit diesem wurde der Ort im Sommer 1972 nach Weinheim eingemeindet.

## Verkehr
Durch Rittenweier verläuft die Landesstraße 596, die von Großsachsen im Westen kommt und in Ziegelhausen im Süden endet.